# Ас на асовете
„Ас на асовете“ (на френски: L'As des as) е френско-германска кинокомедия от 1982 г. на френския кинорежисьор Жерар Ури. Сценарият е на Жерар Ури и Даниел Томпсон. Главната роля на Жо Кавалие се изпълнява от френския киноартист Жан-Пол Белмондо.

## Сюжет
Внимание:  Текстът по-долу разкрива сюжета на произведението (или части от него)!
Французинът Жо Кавалие е пилот по време на Първата световна война. През 1936 г. на Олимпиадата в Берлин е треньор на националния отбор по бокс на Франция. По пътя за Берлин се запознава с пробивна журналистка и еврейско момче. В германската столица детето е преследвано от нацистите и Жо се нагърбва със задачата за неговото спасяване. С помощта на журналистката тръгват да бягат и стигат до алпийската квартира на Хитлер.

## В ролите
| Изпълнител       | Роля                         |
| ---------------- | ---------------------------- |
| Жан-Пол Белмондо | Джо Кавалие                  |
| Мари-Франс Пизие | Габи Делкорт                 |
| Рашид Фераш      | Симон Розенблум              |
| Франк Хофман     | Гюнтер фон Бекман            |
| Гюнтер Майзнер   | Адолф Хитлер / Ангела Хитлер |
| Бено Щерценбах   | майор Ашбах от гестапо       |
| Ив Пиньо         | Люсиен                       |

## Дублаж
| Озвучаващи артисти | Анна Петрова Силвия Русинова Георги Георгиев-Гого Борис Чернев Петър Чернев |
| Преводач           | Галя Димитрова                                                              |
| Тонрежисьор        | Димитър Кръстев                                                             |